# 帕莱什·巴鲁阿
帕莱什·巴鲁阿（英語：Paresh Baruah，1957年—），化名帕莱什·阿萨姆（Paresh Asom），是印度东北部分离组织阿萨姆联合解放阵线（ULFA）领导人之一。他是“阿萨姆联合解放阵线—独立”（ULFA – I）的副主席和总司令。阿萨姆邦警察总监比什诺伊声称，帕莱什·巴鲁阿的武装叛乱活动得到中国政府的支持，帕莱什·巴鲁阿在中国云南省瑞丽市建立了基地以获取武装活动所需的军火物资。他所领导的阿萨姆联合解放阵线与活动于印缅边界的那加民族社会主义委员会（卡普朗派）关系密切。